# Etela Studeníková
Etela Studeníková, született Pincéš (Vágkirályfa, 1946. március 30. – 2023. május 29.) szlovák régész, egyetemi oktató.

## Élete
A Szlovák Tudományos Akadémia Régészeti Intézet ásatási technikusa volt, majd 1970-ben a brünni Jan Evangelista Purkyně Egyetem Őskor tanszékén végzett. 1972-ben szigorlatot végzett. 1987-től a tudományok kandidátusa lett.
1971-től a pozsonyi Szlovák Nemzeti Múzeum Régészeti Intézetének munkatársa volt, melyből 1988-ban alakult ki a Régészeti Múzeum. Ennek igazgatója is lett. Ott dolgozott 1996-ig, majd 2007-ig a Comenius Egyetem Régészeti Tanszékének oktatója volt. Több kiállítás szerzője volt. Ásatott többek között Dunaújfalun, Horvátgurabon, Jányokon, Nagyúnyban, Pozsony-György majoron (Trnávka, Dornkappel), Pozsonyivánkán, Pozsonyszőlősön, Pusztafödémesen, Szentmihályfán, Zohoron. Számos Pozsony környéki ásatást is végzett.
Elsősorban Közép-Európa hallstatt- és bronzkorával, azon belül az urnamezős kultúrákkal foglalkozott. Számos cikke jelent meg a szlovákiai szakmai folyóiratokban (Zborník SNM-História, Archeológia, Musaica). A Szlovák Nemzeti Múzeum évkönyvének 1987-1990 társszerkesztője volt. Részt vett a régészeti évkönyv létrehozásában is. Hasonlóan nagy szerepe volt a pozsonyi régészeti tanszék kiadványának újraélesztésében. 1993-ban részt vett Pozsony régészeti monográfiájának létrejöttében is.

## Művei
- 1973 Predmety kultového charakteru zo sídliska v Pobedime – Hradištiach (okr. Trenčín). Zborník SNM 67 – História 13, 120–127.
- 1975 Kostrové hroby zo staršej doby bronzovej v Chorvátskom  Grobe. Zborník SNM 69 – História 15, 11–18.
- 1978 Nálezy z doby bronzovej v Zohore (okr. Bratislava–vidiek). Zborník SNM 72 – História 18, 9–40.
- 1979 Nález hrobu ludanickej skupiny v Bernolákove. Archeologické rozhledy 31/6, 605–608.
- 1979 Nález jamy s ihlancovými závažiami Ivanke pri Dunaji. Zborník SNM 73 – História 19, 21–31.
- 1981 Mohyly z doby halštatskej v Pustých Úľanoch. Zborník SNM 75 – História 21, 17–34.
- 1981 Správa o záchrannom výskume halštatských sídlisk v Chorvátskom Grobe a Ivanke pri Dunaji. Archeologické Rozhledy 33/1, 115–117.
- 1982 Výskum v Uníne v roku 1981. AVANS 1981, 270–272.
- 1983 Osada z doby bronzovej v Pobedime. Bratislava (tsz. Jozef Paulík)
- 1984 Zborník prác Ľudmile Kraskovskej (társszerkesztő)
- 1987 Kultúrne kontakty juhozápadného Slovenska v dobe halštatskej. Bratislava – Nitra
- 1993 Najstaršie dejiny Bratislavy (társszerző)
- 1994 Záchranný výskum halštatskej mohyly v Novej Dedinke
- 1995 Halštatská mohyla II v Janíkoch, okres Dunajská Streda (predbežné výsledky výskumu)
- 1996 Nálezy z doby bronzovej zo Záhoria. AVANS 1994, 169–171.
- 1996 Neue Ausgrabungen hallstattzeitlicher Hügelgräber in der Südwestslowakei. In.: E. Jerem – A. Lippert (ed.): Die Osthallstattkultur. Archaeolingua 7, Budapest, 497-511.
- 1996 Príspevok k osídleniu „Pieskov“ v Zohore (okr. Bratislava – vidiek). Zborník SNM 90 – Archeológia 6, 123–147. (tsz. Ľudmila Kraskovská)
- 1997 Nádoby z doby halštatskej vo Veľkých Kostoľanoch. AVANS 1995, 45–47. (tsz. Zdeněk Farkaš)
- 1997 Predstihový výskum a prieskum v Janíkoch. AVANS 1995, 171–172.
- 1998 Bronzový meč z okolia Zlatých Moraviec. Zborník SNM 92 – Archeológia 8, 61–68.
- 1998 Das hallstattzeitliche Fürstengrab von Strettweg bei Judenburg in der Oaststeiermark. Múzeum 43/2, 40–41.
- 1998 Enzyklopädisches Handbuch für Ur- und Frühgeschichte Europas 3. Praha (társszerző)
- 1999 Endbronzezeitliche Funde aus der Umgebung von Eger. Savaria 24/3, Pars Archaeol., 309-318.
- 1999 Ein Bronzeeimer vom Typ Kurd aus der Ostslowakei. In: E. Jerem/I. Poroszlay (ed.): Archaeology of the Bronze and Iron Age. Archaeolingua 9, 309-318.
- 2000 Endbronze- und hallstattzeitliche eiserne Beile in der Slowakei. Zborník SNM-Archeológia 10, 61-78.
- 2000 Motív stromu na halštatskej keramike. Sborník prací Fil. Fak. MU Brno, M4 1999, 207-222.
- 2001 K výskytu niektorých typov spôn cudzej proveniencie v dobe halštatskej na juhozápadnom Slovensku. Zborník SNM-Archeológia 11, 83-103.
- 2003 Spätbronzezeitliche und frühhallstattzeitliche Brunnen in der Slowakei. Antaeus 26, 13-24.
- 2003 Spätbronzezeitliche und frühhallstattzeitliche Brunnen in der Slowakei
- 2004 Plastiky z doby halštatskej zo západného Slovenska. In: G. Fusek (ed.): Zborník na počesť Dariny Bialekovej. Nitra, 363-370.
- 2004 Ein hallstattzeitlicher Wendelring im Karpatenbecken. In: K poctě V. Podborskému. Brno, 435-445.
- 2004 Zborník na pamiatku Viery Němejcovej-Pavúkovej (társszerkesztő)
- 2004 Symbolika niektorých figurálnych motívov doby halštatskej. In: E. Krekovič (ed.): Kult a mágia v materiálnej kultúre. Bratislava, 15-26.
- 2005 Kalenderberská kultúra na juhozápadnom Slovensku a juhovýchodná Európa. In: E. Studeníková (ed.): Južné vplyvy a ich odraz v kultúrnom vývoji mladšieho praveku na strednom Dunaji. Bratislava, 73-88.
- 2007 Fragment einer hallstattzeitlichen eisernen Sichel aus der Bratislavaer Region. Musaica XXV.
- 2012 Dejiny Bratislavy 1. Brezalauspurc na križovatke kultúr (társszerző)